# Cerje Pokupsko
Cerje Pokupsko is een plaats in de gemeente Pokupsko in de Kroatische provincie Zagreb. De plaats telt 99 inwoners (2001).